# 盧佳娘
卢佳娘，明朝女性人物，福建福清李广的妻子。
卢佳娘成婚刚满十个月，李广暴亡，卢佳娘恸哭绝倒，而后复苏，见李广口鼻出恶血，她都用舌头舔尽。李广入殓后，卢佳娘一哭就昏厥，过了五六日，家人防范松懈，卢佳娘悄悄走进寝室，上吊自杀而死。